# Tit Ampi Balb
Tit Ampi Balb (en llatí Titus Ampius Balbus) va ser tribú de la plebs el 63 aC juntament amb Tit Labiè, i va proposar donar corona de llorers a Gneu Pompeu en agraïment a les seves victòries asiàtiques i la insígnia del triomf als jocs circenses i corona de llorer i toga pretexta als jocs escènics.
No va poder obtenir el càrrec d'edil tot i el suport de Pompeu però el 59 aC va ser pretor i tot seguit, el 58 aC, governador de Cilícia.
El 49 aC va militar al camp dels pompeians i va participar en l'aixecament de tropes a Càpua. L'any 48 aC va voler obtenir diners per la guerra saquejant el temple d'Efes, però l'arribada de Cèsar li ho va impedir. Va ser desterrat per Cèsar però en va obtenir el perdó per intercessió del seu amic Ciceró l'any 46 aC. Va escriure un llibre sobre la història del seu temps que cita Suetoni.